# 秦皇岛职业技术学院
39°54′09.82″N 119°31′58.22″E / 39.9027278°N 119.5328389°E
秦皇岛职业技术学院是中华人民共和国的一所全日制专科民办职业高等学校。位于河北省秦皇岛市海港区。

## 院系设置
- 机械工程系
- 电子工程系
- 电气工程系
- 建筑与环境化学工程系
- 经济管理系
- 文法外语系[1]

## 相关事件
燕山大学里仁学院在2003年出现过一次集体事件。这次事件的起因是由于里仁学院的2001级毕业生没有得到和燕山大学主校一样的毕业证书。集体事件持续了三天。在这三天里，里仁学院校区大量基础设施受到损毁。燕山大学主校区的二十一层楼被封堵，燕山大学主门的河北大街由于学生游行也被封堵。事件以燕山大学联合秦皇岛市警察局对示威学生施压而结束。集体事件后，时任燕山大学校长被调走，学校管理层受到调整。里仁学院学生最终在毕业证书问题上得到学校的理解，2001级和2002级的里仁学院毕业同学得到了和燕山大学主校毕业生一样的学位和毕业证书。